# Milichus annae
Milichus annae là một loài bọ cánh cứng trong họ Bọ hung (Scarabaeidae).